# Miltochrista porthesioides
Miltochrista porthesioides là một loài bướm đêm thuộc phân họ Arctiinae, họ Erebidae.